# Атомен ледоразбивач „Ленин“
„Ленин“ е съветски атомен ледоразбивач. Наименуван е на видния съветски и партиен ръководител Владимир Ленин.
Това е първият надводен плавателен съд, задвижван с ядрена енергия. Въведен е в експлоатация през 1959 г. за прокарване на коридори през арктическия лед за товарни кораби, движещи се по Северния морски път. Корабът е изведен от експлоатация през 1989 година и днес функционира като музей в Мурманск.

## История
Строителството на кораба започва през 1957 година в Ленинград и приключва през 1959 г. Корабът е спуснат на вода и въведен в експлоатация още същата година, за да разбива ледената покривка в западната част на Северния морски път между Мурманск и редица пристанища по арктическия бряг на Сибир. Въпреки високите разходи по поддръжка в началото, ядреният корабен двигател се оказва огромно предимство поради неограничения му обсег в изключително тежки условия.
Първоначално „Ленин“ е задвижван от три ядрени реактора, два от които се използват активно и един служи като резервна мощност. През втората половина на 1960-те години установката претърпява сериозна авария при презареждане с гориво и вероятно с известен брой починали, но съветските власти не разкриват информация. След няколко години реконструкция и инсталиране на нова, по-ефективна и безопасна установка с 2 реактора, корабът отново влиза в експлоатация през 1970 година. През 1971 г. става първият надводен съд, плавал на север от архипелага Северна земя по време на курс от Мурманск до Певек.
„Ленин“ става първият от серия атомни ледоразбивачи, построени в СССР и Русия. Изваден е от експлоатация през 1989 година, след като е изминал над 500 000 морски мили, или около 925 000 километра. През 2009 година – 50 години след пускането му на вода, е преобразуван в музеен кораб в мурманското пристанище.

## Галерия
- Ядрен ледоразбивач „Ленин“
- Пощенска марка от 1958
- „Ленин“ спуснат на река Нева, 16 септември 1959
- Мостикът на кораба
- Детайли от мостика
- Каюта
- Операционна маса
- Реакторно помещение
- Една от турбините на кораба